# Emopneumotorace
L'emopneumotorace è un accumulo simultaneo di aria e sangue nel cavo pleurico.

## Eziologia
Si mostra raramente in maniera spontanea, più spesso è causata da un evento traumatico o dalla presenza di una massa tumorale.

## Clinica
Fra i sintomi e segni clinici si riscontrano dispnea e dolore toracico.

## Trattamento
Il trattamento chirurgico prevede pleurotomia con drenaggio o la toracotomia